# Perdita impunctifrons
Perdita impunctifrons är en biart som beskrevs av Timberlake 1958. Perdita impunctifrons ingår i släktet Perdita och familjen grävbin. Inga underarter finns listade i Catalogue of Life.